# Граф Шефтсбери
Граф Шефтсбери — наследственный титул пэра Англии. Он был создан в 1672 году для Энтони Эшли-Купера, 1-го барона Эшли (1621—1683), видного политика и члена Министерства Кабаль при Карле II Стюарте. В 1631 году после смерти отца он унаследовал титул 2-го баронета из Рокборна. В 1661 году Энтони Эшли-Купер получил титул барона Эшли из Уимборна Сент-Джайлса в графстве Дорсет. Вместе с получением титула графа он стал бароном Купером из Полетт в графстве Сомерсет. Все эти титулы являлись пэрствами Англии. Старший сын и наследник графа Шефтсбери носил титул барона Эшли. Титул баронета из Рокборна в графстве Саутгемптон был создан в 1622 году для Джона Купера (ум. 1631), отца первого графа Шефтсбери. Он заседал в Палате общин от округа Пул.

## История
В 1683 году первому графу наследовал его сын, Энтони Эшли-Купер, 2-й граф Шефтсбери (1652—1699). Он представлял Мелкомб-Реджис и Уэймут в Палате общин. Его сын, Энтони Эшли-Купер, 3-й граф Шефтсбери (1671—1713), в 1699 году наследовал отцовские титулы. Он писателем и философом, избирался в Палату общин от Пула. После его смерти титулы перешли к его сыну, Энтони Эшли-Куперу, 4-му графу Шефтсбери (1711—1771). Он служил лордом-лейтенантом графства Дорсет и советником в провинции Джорджия в Северной Америке .

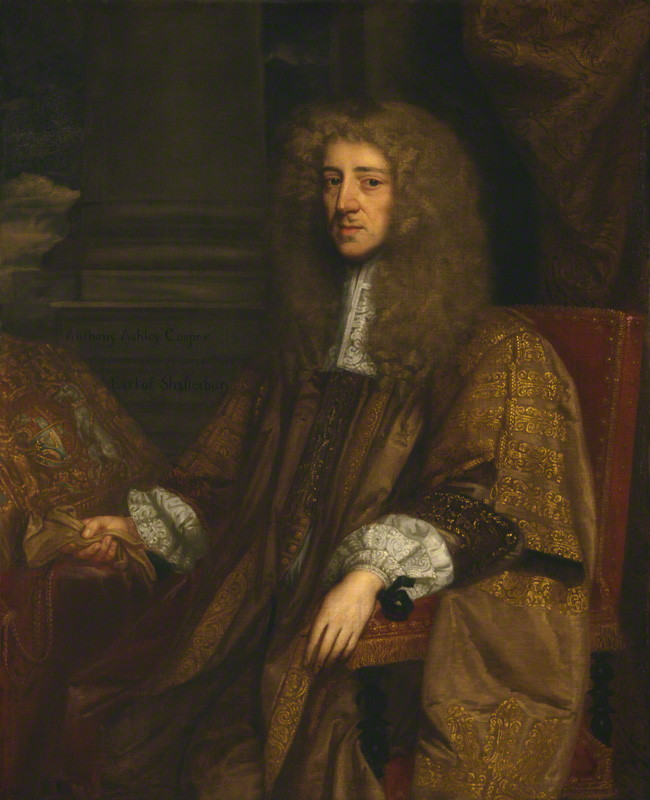
Энтони Эшли Купер, 1-й граф Шефтсбери

Энтони Эшли-Купер, 5-й граф Шефтсбери (1761—1811), сын и преемник 4-го графа, получил образование в Уинчестере и служил в качестве заместителя лорда-лейтенанта графства Дорсет. В 1811 году после смерти 5-го графа, не оставившего сыновей, титулы унаследовал его младший брат, Кропли Эшли-Купер, 6-й граф Шефтсбери (1768—1851). Он трижды представлял представлял Дорчестер в Палате общин Великобритании. Он был членом Тайного Совета и вице-спикером Палаты лордов. После его смерти титулы унаследовал его сын, Энтони Эшли-Купер, 7-й граф Шефтсбери (1801—1885). Он был крупным политиком, общественным деятелем и филантропом. Он выступал за отмену рабства. Его старший сын, Энтони Эшли-Купер, 8-й граф Шефтсбери (1831—1886), заседал в Палате общин от Кингстон-апон-Халла и Криклейда. Ему наследовал его сын, Энтони Эшли-Купер, 9-й граф Шефтсбери (1869—1961), который был лордом-мэром Белфаста, лордом-лейтенантом Белфаста, Антрима и Дорсета, лордом-стюардом Хаусхолда. Его старший сын Энтони Эшли-Купер, лорд Эшли (1900—1947), скончался еще в 1947 году при жизни отца. В 1961 году титулы унаследовал Энтони Эшли-Купер, 10-й граф Шефтсбери (1938—2004), единственный сын лорда Эшли и внук 9-го графа.
5 ноября 2004 года 66-летний Энтони Эшли-Купер, 10-й граф Шефтсбери, был убит в Альпах своей третьей женой Джамилей Мбарек и её братом Мухаммедом Мбареком. Тело графа было найдено во Французских Альпах в 2005 году, а его жена и шурин были осуждены за преступление в 2007 году. Титулы унаследовал его старший сын Энтони Эшли-Купер, 11-й граф Шефтсбери (1977—2005). В мае 2005 года он скончался от сердечного приступа в Нью-Йорке. Ему наследовал младший брат Николас Эшли-Купер, 12-й граф Шефтсбери (род. 1979).

## Другие члены семьи Эшли-Купер
- Эвелин Мельбурн Эшли (1836—1907), второй сын 7-го графа Шефтсбери, либеральный политик, депутат Палаты Общин от Пула (1874—1880) и острова Уайт (1880—1885).
- Уилфрид Эшли, 1-й барон Маунт-Темпл (1867—1939), сын предыдущего, был членом консервативной партии в Палате общин (1906—1932), министром транспорта (1924—1929).
- Эдвина Маунтбеттен (1901—1960), старшая дочь предыдущего, в 1922 году вышла замуж за Луиса Маунбеттена (1900—1979), последнего вице-короля Индии (1947) и генерал-губернатора Индии (1947—1948)

Благодаря этому браку графы Шефтсбери стали тесно связаны с членами королевской семьи Великобритании. Графиня Маунтбеттен была ведущим членом лондонского общества. Матерью Эдвины была Амалия Мэри Мод Кассел (1879—1911), дочь международного магната сэра Эрнеста Кассела, друга и частного финансиста будущего короля Великобритании Эдуарда VII. Кассел был одним из самых богатых и влиятельных людей в Европе.
После смерти своего деда в 1921 году Эдвина унаследовал его огромное состояние (2 миллиона фунтов стерлингов, 5 тысяч акров земли и др.). 18 июля 1922 года в церкви Святой Маргариты в Вестминстере состоялась свадьба Эдвины и Маунтбеттена. На свадебной церемонии присутствовали члены королевской семьи, а принц Уэльский, будущий король Эдуард VIII был шафером. Отношения между двумя семьями продолжаются и сегодня, когда потомки Эшли-Купер становятся крестниками различных членов королевской семьи.
В загородной резиденции Эшли-Куперов — Бродлендсе (графство Хэмпшир) королева Елизавета II и её муж Филипп провели ночь своего медового месяца в 1947 году. Также принц Чарльз Уэльский и его первая жена, Леди Диана Спенсер, провели ночь своего медового месяца в 1981 году.

## Резиденция

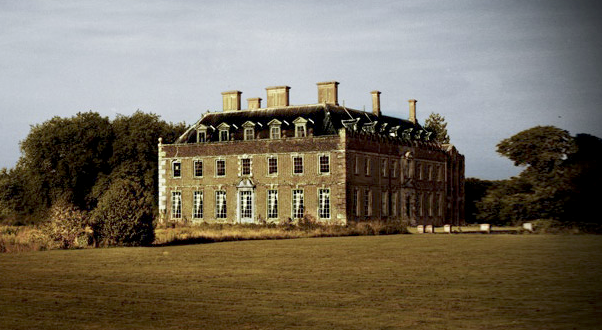
Резиденция графов Шефтсбери

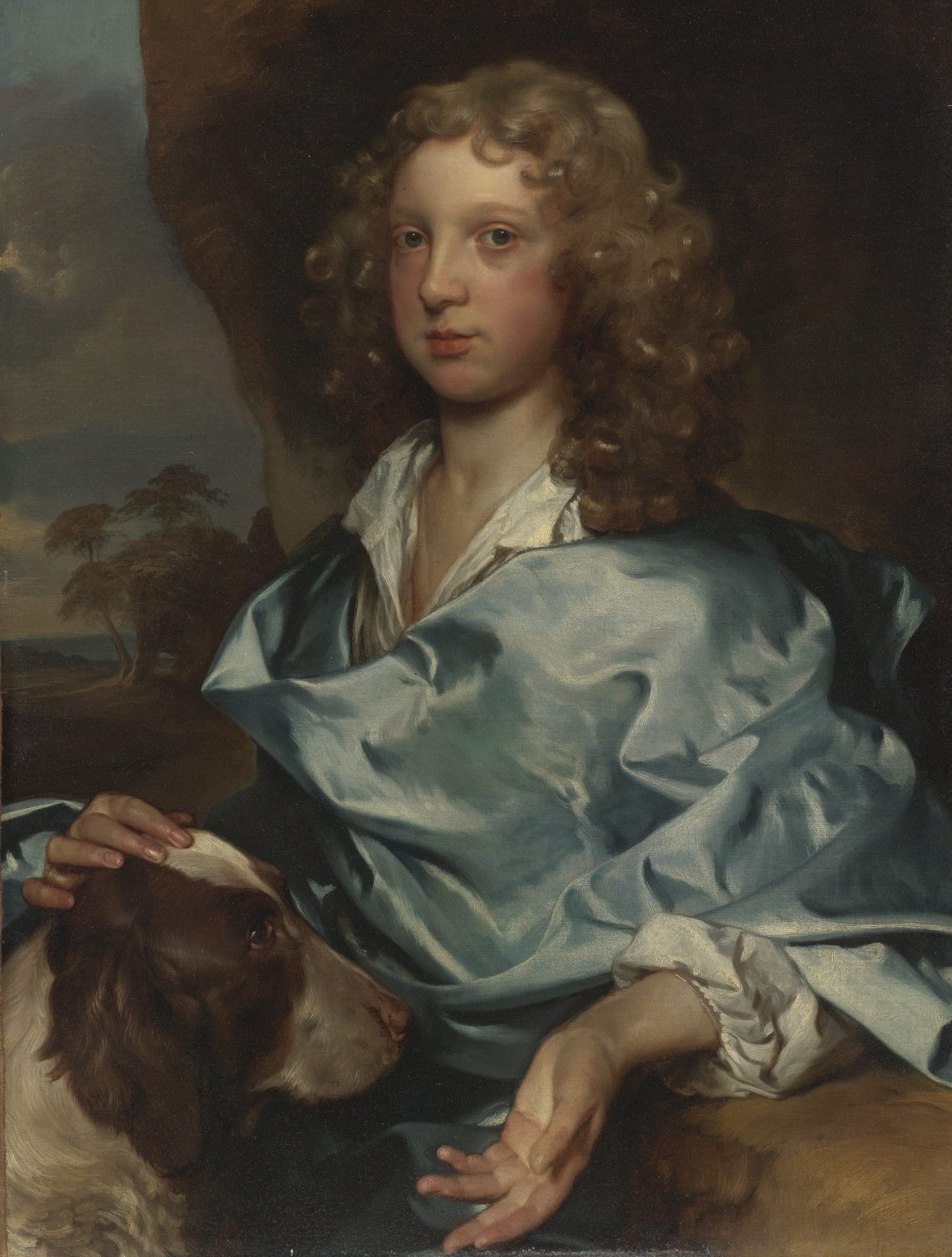
Портрет члена семьи Эшли-Купер, автор — Жерард Соэст

Родовой резиденцией графов Шефтсбери служит Сент-Джайлс-хаус возле Уимборна Сент-Джайлca в графстве Дорсет. Род Эшли владеет имением Уимборн Сент-Джайлс с середины XV века, когда Роберт Эшли, прадед 1-го графа Шефтсбери, женился на Эгидии Хеймлин. Сент-Джайлс-хаус начал строить в 1651 году сэр Энтони Эшли-Купер, будущий 1-й граф Шефтсбери.

## Южная Каролина
Реки Эшли и Купер в Южной Каролине были названы в честь 1-го графа Шефтсбери, который являлся главным землевладельцем в провинции Каролина. На западном берегу реки Эшли в 1670 году был основан город Чарлстон, будущая столица штата Южная Каролина.

## Баронеты Купер из Рокборна (1622)

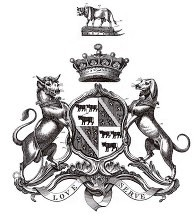
Герб графов Шефтсбери

- 1622—1631: Сэр Джон Купер, 1-й баронет (ум. 23 марта 1631), единственный сын парламентария Джона Купера (1552—1610),
- 1631—1683: Сэр Энтони Эшли-Купер, 2-й баронет (22 июля 1621 — 21 января 1683), старший сын и преемник предыдущего, барон Эшли с 1661 года, граф Шефтсбери с 1672 года

## Графы Шефтсбери (1672)
- 1672—1683: Энтони Эшли-Купер, 1-й граф Шефтсбери (22 июля 1621 — 21 января 1683), старший сын и наследник Джона Купера, 1-го баронета Купера;
- 1683—1699: Энтони Эшли-Купер, 2-й граф Шефтсбери (16 января 1652 — 2 ноября 1699), единственный сын предыдущего;
- 1699—1713: Энтони Эшли Купер, 3-й граф Шефтсбери (26 февраля 1671 — 4 февраля 1713), сын предыдущего;
- 1713—1771: Энтони Эшли-Купер, 4-й граф Шефтсбери (9 февраля 1711 — 27 мая 1771), сын предыдущего;
- 1771—1811: Энтони Эшли-Купер, 5-й граф Шефтсбери (17 сентября 1761 — 14 мая 1811), старший сын предыдущего;
- 1811—1851: Кропли Эшли-Купер, 6-й граф Шефтсбери (21 декабря 1768 — 2 июня 1851), младший сын 4-го графа Шефтсбери;
- 1851—1885: Энтони Эшли Купер, 7-й граф Шефтсбери (28 апреля 1801 — 1 октября 1885), сын предыдущего;
- 1885—1886: Энтони Эшли-Купер, 8-й граф Шефтсбери (27 июня 1831 — 13 апреля 1886), старший сын 7-го графа Шефтсбери;
- 1886—1961: Энтони Эшли-Купер, 9-й граф Шефтсбери (31 августа 1869 — 25 марта 1961), единственный сын предыдущего;
  - Энтони Эшли Купер, лорд Эшли (4 октября 1900 — 8 марта 1947), старший сын предыдущего;
- 1961—2004: Энтони Эшли-Купер, 10-го графа Шефтсбери (22 мая 1938 — 5 ноября 2004), единственный сын предыдущего и внук 9-го графа Шефтсбери;
- 2004—2005: Энтони Нильс Кристиан Эшли-Купер, 11-й граф Шефтсбери (24 июня 1977 — 15 мая 2005), старший сын предыдущего от второго брака;
- 2005 — настоящее время: Николас Эдмунд Энтони Эшли-Купер, 12-й граф Шефтсбери (род. 3 июня 1979), младший сын 10-го графа Шефтсбери
  - Наследник: Фрэнсис Вольфганг Энтони Эшли-Купер, лорд Эшли (род. 2011), единственный сын предыдущего.